# Comiat
Comiat (węg. Komjátpataka) – wieś w Rumunii, w okręgu Harghita, w gminie Lunca de Sus. W 2011 roku liczyła 397 mieszkańców.